# Baivarabam

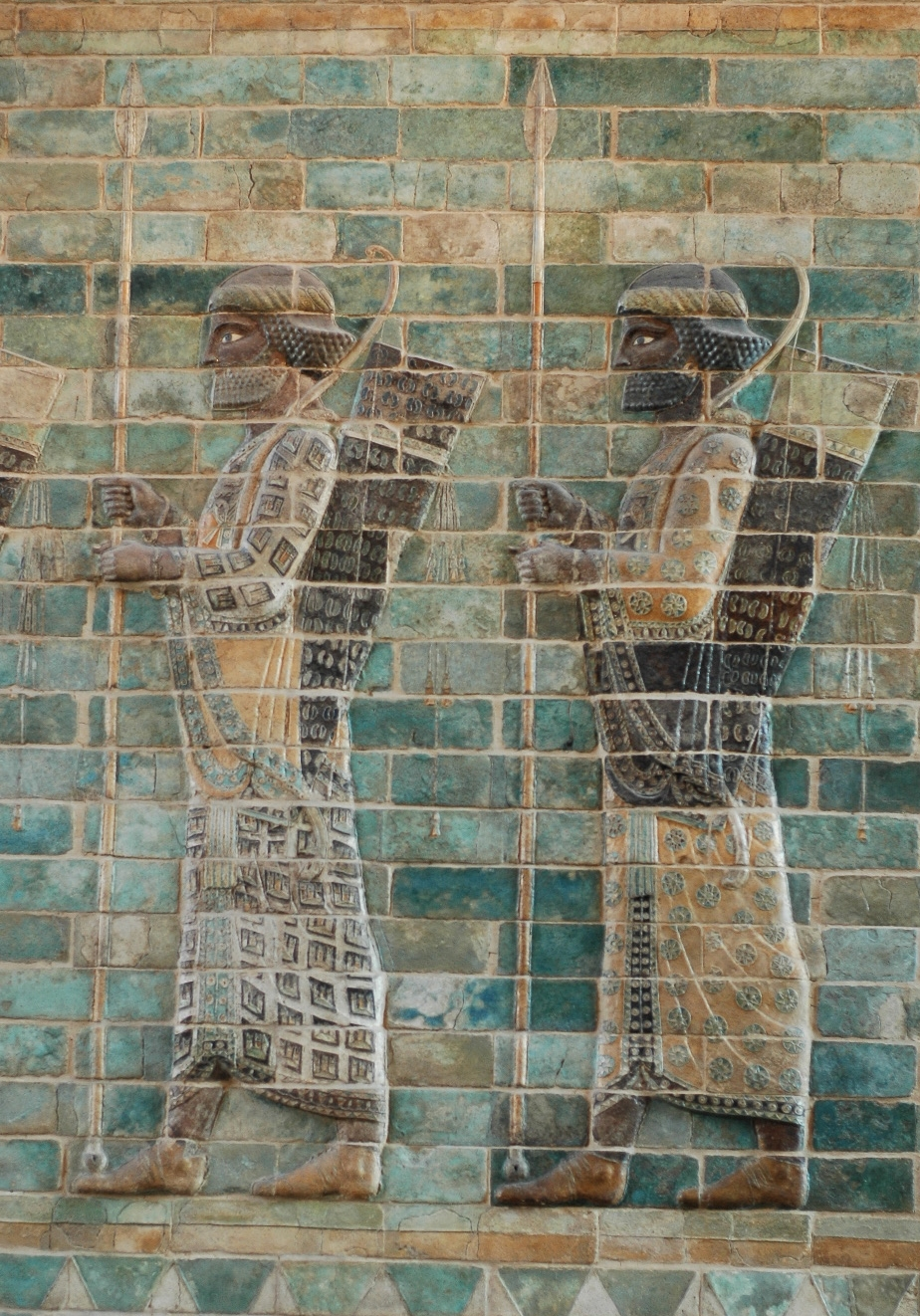
Particolare del fregio raffigurante gli "Immortali" achemenidi (Museo del Louvre, Parigi).

Il baivarabam era una consistente unità tattica dell'antica fanteria persiana, che ammontava a 10.000 uomini. Il comandante era chiamato baivarapatiš e disponeva di due vicecomandanti da cui dipendevano le due metà del baivarabam.
L'organizzazione militare persiana era basata su una struttura rigidamente decimale (almeno in teoria): una fila di 10 uomini (il dathabam) che, inglobata in dieci file, formava la squadra di 100 soldati (il satabam) che, a sua volta accorpata in dieci squadre, formava il "reggimento" di 1.000 unità (l'hazarabam, guidato dall'hazarapatiš); infine, dieci reggimenti rappresentavano la "divisione" di 10.000 militari (il baivarabam, che significava appunto "decina di migliaia", in greco μυριάς). La forza effettiva dei reparti in campo era però decisamente più bassa, ridotta al 30-60% a causa di arruolamenti disordinati, di un servizio di lunga durata, del distaccamento di guarnigioni, diserzioni, perdite in combattimento, malattie ecc.
I reparti migliori giungevano fino all'80% degli effettivi. Il baivarabam più famoso era quello personale del re ed era costituito dagli Amrtaka (gli "Immortali"), così chiamati perché, stando a quanto riferito da Erodoto, il reparto aveva sempre i propri effettivi al completo.